# Virga

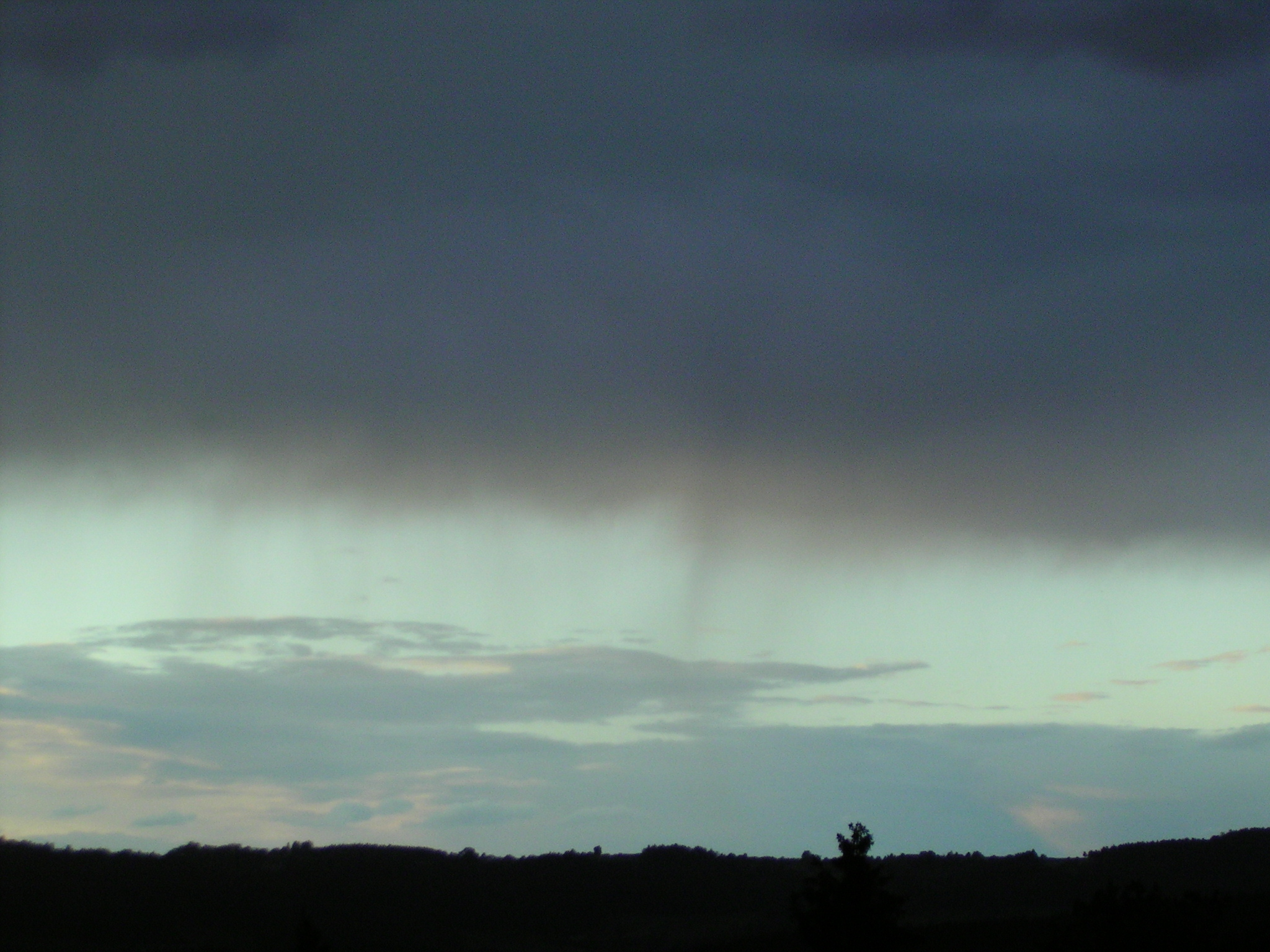
Virga caindo de uma nuvem Nimbostratus.

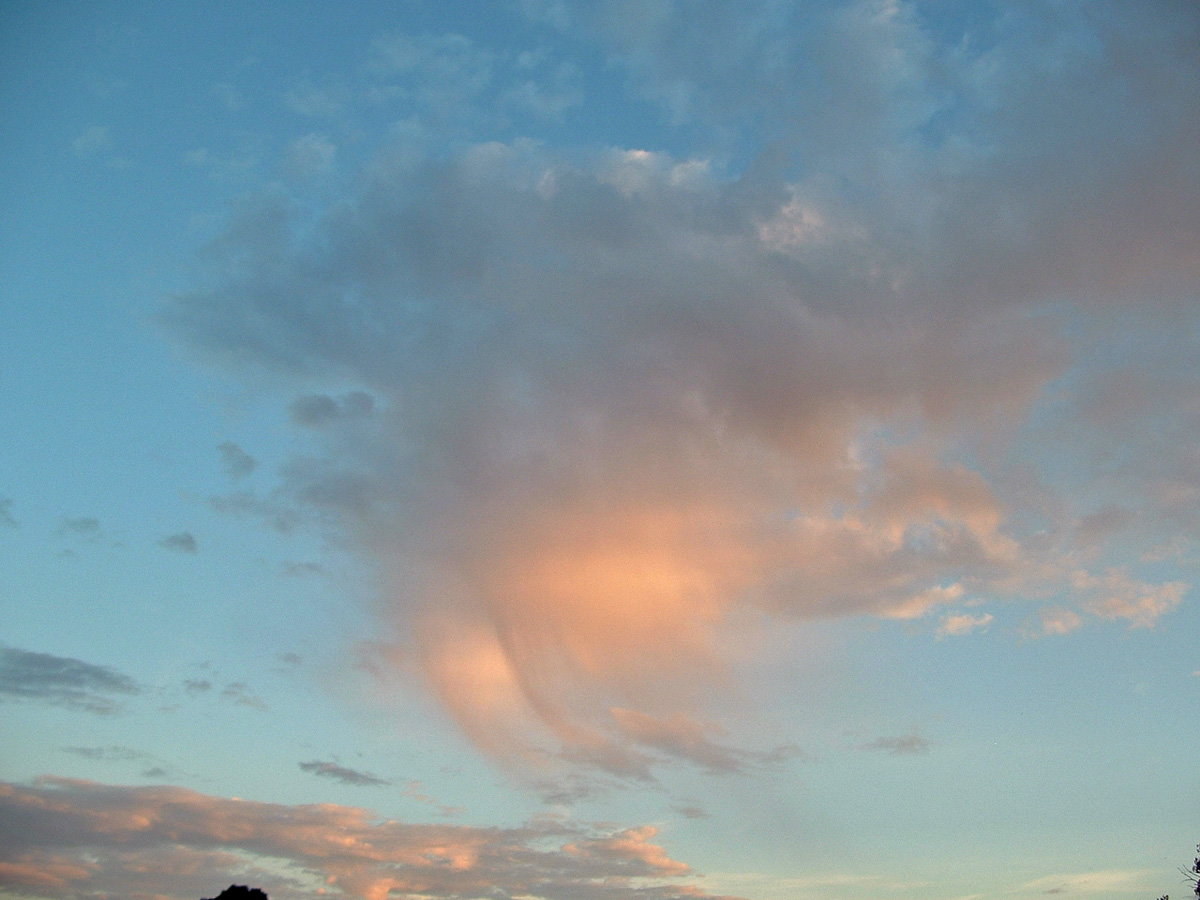
Virga caindo de uma nuvem Altocumulus.

Em meteorologia, Virga, também conhecida por "Chuva Invisível" ou "Chuva Fantasma", é um tipo de precipitação que cai de uma nuvem mas evapora-se antes de atingir o solo enquanto está ainda a cair, num fenômeno que acontece principalmente em períodos/locais de ar seco.
Em altitudes elevadas a precipitação cai principalmente como cristais de gelo antes de fundir e finalmente evaporar-se; isso ocorre geralmente devido ao calor compressional, porque a pressão atmosférica é mais próxima do solo. É muito comum em desertos e em climas temperados. Na América do Norte, é geralmente visto na Região Oeste dos Estados Unidos e nas Pradarias do Canadá.
A virga pode causar variados efeitos climáticos, porque a chuva no estado líquido torna-se gasosa e então passa a remover calor do ar devido ao alto calor de vaporização da água. Em alguns casos, estas bolsas de ar mais frio descem rapidamente, criando uma turbulência que pode ser extremamente perigosa para a aviação. Reciprocamente, a precipitação que se evapora em altitudes elevadas pode compressivamente esquentar quando cai, e isso resulta em uma tempestuosa turbulência que pode consideravelmente e rapidamente esquentar a temperatura da superfície. Este fenômeno relativamente raro, chamado de explosão de calor, também tende a ser um ar excessivamente seco.
A virga também tem um papel em plantar células de tempestade pela qual pequenas partículas de uma nuvem são sopradas em um ar supersaturado vizinho e agem como um núcleo de condensação para a seguinte nuvem de tempestade começar a formar-se.
A virga pode produzir cenas bonitas e dramáticas, especialmente durante um pôr do sol avermelhado. A luz vermelha pode tornar visível as correntes de ar e a precipitação que cai, e os ventos podem empurrar as extremidades inferiores de uma virga, fazendo com que ela caia em um ângulo que faz com que as nuvens pareçam ter formato de vírgula.
A palavra virga é derivada do Latim galho ou ramo.

## Virga extraterrestre
A chuva de ácido sulfúrico na atmosfera de Vênus evapora-se antes de atingir o solo devido ao alto calor perto da superfície. Similarmente, a virga acontece em planetas gasosos gigantes como Júpiter. Em setembro de 2008 a sonda espacial Phoenix da NASA descobriu uma variedade de neve de virga caindo das nuvens de Marte.